# Exoprosopa decipiens
Exoprosopa decipiens är en tvåvingeart som beskrevs av Mario Bezzi 1924. Exoprosopa decipiens ingår i släktet Exoprosopa och familjen svävflugor. Inga underarter finns listade i Catalogue of Life.